# ケリー・マーティン
ケリー・ノール・マーティン（Kellie Noelle Martin 1975年10月16日-）は、アメリカ合衆国の女優。コーキーとともにでベッカを演じ、ER緊急救命室のシーズン5から6でルーシー・ナイトを演じた。

## フィルモグラフィー

### テレビ番組
- ダラス（1986年）
- The Tracey Ullman Show（1988年）
- 我輩は新入生 Mr. Belvedere（1989年）
- ベイウォッチ（1989年）
- コーキーとともに（1989年 - 1993年）
- シークエスト（1993年）
- ABC Afterschool Special（1994年）
- ER緊急救命室（1998年 - 2000年）
- LAW & ORDER:性犯罪特捜班（2003年）
- ゴースト 〜天国からのささやき（2009年）
- グレイズ・アナトミー 恋の解剖学（2009年）

### 映画
- ジャンピン・ジャック・フラッシュ Jumpin' Jack Flash （1986年）
- 知りすぎた子供たち Body Slam （1987年）
- マチネー/土曜の午後はキッスで始まる（1993年）
- エッジ・オブ・イノセンス On the Edge of Innocence（1997年）
- Malibu's Most Wanted（2003年）
- Mystery Woman（2003年）

### アニメ
- Taz-Mania（1991年）
- Aladdin（1994年）
- ザ・バットマン（2007年） - オラクル